# Syndyas yunmengshanensis
Syndyas yunmengshanensis är en tvåvingeart som beskrevs av Yang 2004. Syndyas yunmengshanensis ingår i släktet Syndyas och familjen puckeldansflugor. Inga underarter finns listade i Catalogue of Life.